# Elmstead (Essex)
Elmstead is een civil parish in het bestuurlijke gebied Tendring, in het Engelse graafschap Essex. In 2001 telde het civil parish 1898 inwoners.